# Đại án Bacolod
"Đại án Bacolod", hay còn được biết đến với cái tên là "Nỗi hổ thẹn ở Bacolod", là vụ việc một số cầu thủ của đội tuyển U-23 Việt Nam tham gia cá độ, tổ chức cá độ và dàn xếp tỷ số trận đấu giữa hai đội tuyển bóng đá U-23 quốc gia Việt Nam và Myanmar diễn ra vào ngày 24 tháng 11 năm 2005, thuộc khuôn khổ lượt trận thứ ba môn bóng đá nam tại Đại hội Thể thao Đông Nam Á lần thứ 23 tổ chức tại Philippines.
Trước khi trận đấu này diễn ra, Myanmar gây thất vọng khi có một trận hòa và một trận thua, trong khi Việt Nam đang có khởi đầu tốt tại giải với hai trận toàn thắng và tạm dẫn đầu bảng đấu. Một số cầu thủ U-23 Việt Nam đã bàn bạc về việc dàn xếp kết quả Việt Nam thắng cách biệt một bàn trước Myanmar nhằm mục đích hưởng lợi bất chính. Trong trận đấu, các cầu thủ Việt Nam đã chơi dưới sức và chỉ thắng Myanmar với tỷ số 1–0 nhờ pha lập công duy nhất của Phan Văn Tài Em. Kết quả này của trận đấu đúng như toan tính của nhóm cầu thủ bán độ, và họ đã nhận được phần lợi lộc từ việc dàn xếp tỷ số.
Vụ việc sau đó đã bị ngành công an Việt Nam phát giác và khởi tố, các cá nhân và nhóm cầu thủ liên quan đều đã bị bắt và bị xử phạt tù ở những mức độ khác nhau, đồng thời còn phải nhận án cấm thi đấu của Liên đoàn bóng đá Việt Nam cũng như Liên đoàn bóng đá thế giới. Mặc dù đội tuyển U-23 Việt Nam vẫn đoạt huy chương bạc khi kết thúc đại hội, nhưng vụ việc về trận đấu này đã để lại những dư chấn tiêu cực và trở thành một vết nhơ lớn đối với bóng đá Việt Nam, đặc biệt về vấn nạn cá cược và dàn xếp tỷ số. 

## Trận đấu và diễn biến vụ việc

### Trước trận và chuẩn bị
Đội tuyển U-23 Việt Nam tham dự Đại hội Thể thao Đông Nam Á 2005 với tư cách là nhà đương kim á quân, để thua trước đội tuyển U-23 Thái Lan tại giải đấu trên sân nhà hai năm trước đó. Trước đại hội lần này, đội đã tham dự các giải giao hữu LG Cup, Agribank Cup nhằm chuẩn bị cho SEA Games và đều giành được chức vô địch. Về phía đội tuyển U-23 Myanmar, họ đã lọt vào vòng bán kết và cán đích thứ tư chung cuộc ở kỳ SEA Games gần nhất tại Việt Nam, khi để thua U-23 Malaysia trên loạt đá luân lưu của trận tranh huy chương đồng. Đội tuyển này cũng đã có thành tích khả quan ở một giải giao hữu và được coi là một ngựa ô tiềm tàng của môn bóng đá nam tại SEA Games 23. Cả hai đội tuyển Việt Nam và Myanmar đều rơi vào bảng đấu được cho là khó nhằn tại Đại hội lần này.
| VT | Đội tuyển | ST | T | H | B | BT | BB | HS | Đ |
| -- | --------- | -- | - | - | - | -- | -- | -- | - |
| 1  | Việt Nam  | 2  | 2 | 0 | 0 | 10 | 3  | +7 | 6 |
| 2  | Lào       | 2  | 1 | 0 | 1 | 5  | 10 | –5 | 3 |
| 3  | Indonesia | 1  | 0 | 1 | 0 | 0  | 0  | 0  | 1 |
| 4  | Myanmar   | 2  | 0 | 1 | 1 | 2  | 3  | –1 | 1 |
| 5  | Singapore | 1  | 0 | 0 | 1 | 1  | 2  | –1 | 0 |

U-23 Việt Nam đã mở màn bảng B của môn bóng đá nam bằng trận thắng 2–1 trước Singapore, cùng với trận thắng đậm Lào 8–2 để tạm chiếm ngôi đầu bảng sau hai lượt trận. Trong khi đó, U-23 Myanmar đã thua sốc ngay ở trận đấu ra quân trước tuyển Lào, nhưng sau đó đã có trận hòa không bàn thắng trước Indonesia, giành được điểm số đầu tiên và tạm xếp thứ tư bảng B.
Ngày 21 tháng 11 năm 2005, Lê Quốc Vượng đã liên lạc với Trương Tấn Hải, người từng là cựu tuyển thủ quốc gia và đội bóng đá Cảng Sài Gòn, bàn về việc dàn xếp tỷ số trận đấu giữa U-23 Việt Nam và U-23 Myanmar. Vào trưa ngày 24 tháng 11, sau cuộc họp kỹ thuật trước trận đấu, Quốc Vượng đã gặp một nhóm các cầu thủ gồm Trần Hải Lâm, Lê Văn Trương, Lê Bật Hiếu, Phạm Văn Quyến, Huỳnh Quốc Anh tại phòng riêng của một khách sạn. Vượng cho biết, nếu Việt Nam thắng Myanmar với cách biệt một bàn thì sẽ có người cho tiền từ 20 đến 30 triệu đồng, đồng thời gợi ý mỗi cầu thủ cược thêm 20 đến 30 triệu đồng, nếu không có tiền thì anh sẽ nhờ đánh giúp. Khi cả nhóm tập trung tại phòng của Quốc Vượng sau bữa trưa, còn có thêm các cầu thủ Châu Lê Phước Vĩnh, Lê Tấn Tài và Phan Văn Tài Em được Quốc Vượng và Văn Trương gọi vào. Hầu như tất cả đều đồng ý với Quốc Vượng về việc dàn xếp thắng Myanmar cách biệt đúng một bàn để lấy tiền, ngoại trừ Tài Em đã từ chối thẳng và quay về báo cáo toàn bộ sự việc với trợ lý huấn luyện viên Lê Thụy Hải và phiên dịch Trần Hùng Cường. Riêng Tấn Tài khẳng định có thể giúp đội đá thắng, nhưng tuyên bố bản thân không liên quan đến chuyện tiền bạc.
Thỏa thuận xong với đồng bọn, Vượng điện thoại từ Philippines về Việt Nam thông báo với Trương Tấn Hải môi giới để dàn xếp tỷ số và ra kèo cho các đối tượng cá độ ở Việt Nam tham gia, đồng thời cho biết có khoảng 7 đến 8 cầu thủ đã đồng ý tham gia vào việc dàn xếp tỷ số. Vượng cũng nhờ Hải theo kèo Myanmar với số tiền 250 triệu đồng. Hải tiếp tục trao đổi với một người khác tên Lý Quốc Kỳ về những nội dung trên và được người này đồng ý.

### Diễn biến trận đấu và kết quả
Trong trận đấu này, Quốc Vượng, Văn Quyến, Văn Trương, Quốc Anh, Bật Hiếu, Phước Vĩnh, Hải Lâm đều được đá chính. U-23 Việt Nam chiếm thế chủ động trong kiểm soát bóng cũng như tấn công ngay từ những phút đầu tiên. Tuy nhiên, kể từ giữa hiệp một, U-23 Myanmar bắt đầu đẩy cao đội hình và gây nhiều khó khăn cho các cầu thủ Việt Nam. Đội tuyển này đã có một cơ hội ngon ăn để mở tỷ số trước giờ nghỉ giải lao nhưng không tận dụng được. Hiệp 1 kết thúc mà không có bàn thắng nào được ghi.
Sang hiệp hai, Việt Nam thi đấu có phần tốt hơn, với các cú sút được tạo ra từ Tấn Tài và Quốc Anh nhưng không thành công; trong khi đó Myanmar cũng có một số tình huống gây khó khăn cho hàng thủ Việt Nam. Phút 65, Văn Biển vào sân thay Quốc Anh và cầu thủ này gần như ngay lập tức tạo ra dấu ấn khi có một đường tạt vào vòng cấm để Phan Văn Tài Em đánh đầu chính xác, mở tỷ số ở phút thứ 66. Sau đó, U-23 Việt Nam đã bỏ lỡ thêm một vài cơ hội, nhưng cũng phải đối mặt với vài nguy cơ bị gỡ hoà. Các cầu thủ Việt Nam về cuối trận đã phân phát bóng chậm lại và giữ nhiều bóng bên phần sân của mình. Trận đấu kết thúc với thắng lợi 1–0 nghiêng về U-23 Việt Nam.
| U-23 Myanmar | 0–1                     | U-23 Việt Nam       |
| ------------ | ----------------------- | ------------------- |
|              | Chi tiết Chi tiết (VFF) | Phan Văn Tài Em 66' |

| U-23 Myanmar | U-23 Việt Nam |

|                  |    |                     |       |     |
|                  |    |                     |       |     |
| TM               | 1  | Aung Aung Oo        |       |     |
| HV               | 4  | Kyaw Zayar Win      |       |     |
| HV               | 7  | Khin Maung Tun      |       |     |
| HV               | 19 | Moe Win             |       |     |
| TV               | 5  | Zaw Linn Tun        | 45+1' |     |
| TV               | 6  | Kyaw Khing Win      | 28'   |     |
| TV               | 14 | Myo Min Tun         |       |     |
| TV               | 17 | Soe Thiha Aung      | 7'    | 75' |
| TĐ               | 9  | Yan Paing           |       |     |
| TĐ               | 10 | Soe Myat Min (đ.t.) |       | 64' |
| TĐ               | 11 | Mar La              |       |     |
| Dự bị:           |    |                     |       |     |
| TĐ               | 13 | Zaw Zaw             |       | 75' |
| TV               | 15 | Kyaw Thu Ya         |       | 64' |
| Huấn luyện viên: |    |                     |       |     |
| Ivan Kolev       |    |                     |       |     |

|                  |    |                        |  |     |
|                  |    |                        |  |     |
| TM               | 1  | Bùi Quang Huy          |  |     |
| HV               | 2  | Lê Văn Trương          |  |     |
| HV               | 14 | Châu Lê Phước Vĩnh     |  |     |
| HV               | 16 | Trần Hải Lâm           |  |     |
| HV               | 17 | Lê Bật Hiếu            |  |     |
| TV               | 19 | Lê Tấn Tài             |  |     |
| TV               | 20 | Lê Quốc Vượng          |  |     |
| TV               | 22 | Phan Văn Tài Em (đ.t.) |  |     |
| TĐ               | 6  | Huỳnh Quốc Anh         |  | 65' |
| TĐ               | 9  | Lê Công Vinh           |  | 85' |
| TĐ               | 10 | Phạm Văn Quyến         |  | 60' |
| Dự bị:           |    |                        |  |     |
| TV               | 5  | Nguyễn Văn Biển        |  | 65' |
| TĐ               | 18 | Phan Thanh Bình        |  | 85' |
| TĐ               | 23 | Nguyễn Anh Đức         |  | 60' |
| Huấn luyện viên: |    |                        |  |     |
| Alfred Riedl     |    |                        |  |     |

| Nguồn: |

Kết quả này đảm bảo các cầu thủ nhận tiền như đã bàn bạc, đồng thời giúp Quốc Vượng thắng độ 250 triệu đồng. Ngày 26 tháng 11 năm 2005, sau trận đấu hai ngày, Vượng lại gọi điện nhờ bạn gái mình là Phạm Thị Cẩm Lai đến gặp Trương Tấn Hải để lấy tiền, bao gồm 25.000 USD (khoảng 400 triệu đồng tiền Việt Nam vào thời điểm đó) và 90 triệu đồng, tổng số là 490 triệu đồng – được cho là chưa bằng giá trị chuyển nhượng của Quốc Vượng ở thời điểm năm 2005. Trong số này, Kỳ trả công 240 triệu đồng cho các cầu thủ tham gia dàn xếp tỷ số, số còn lại là tiền Vượng thắng độ. Khi về đến Thành phố Hồ Chí Minh vào ngày 5 tháng 12, Vượng đã trả công cho Văn Quyến, Bật Hiếu, Quốc Anh mỗi người 20 triệu đồng; gửi Quốc Anh cầm hộ Phước Vĩnh 20 triệu đồng và bỏ túi cho riêng mình gần 410 triệu đồng. Văn Trương, Hải Lâm do hối hận về hành vi của mình nên đã không nhận tiền từ Vượng. Trương Tấn Hải sau đó còn gạ Quốc Vượng tiếp tục làm kèo, dàn xếp hai trận bán kết và chung kết của tuyển U-23 Việt Nam, song Quốc Vượng đã từ chối.

## Khởi tố và xét xử

### Phát giác và khởi tố
Những dấu hiệu nghi vấn bán độ đã được phát hiện từ trước trận U-23 Việt Nam gặp U-23 Malaysia ở bán kết giải đấu, thông qua một biện pháp nghiệp vụ của Tổng cục An ninh thuộc Bộ Công an Việt Nam khi đó. Cơ quan điều tra đã biết được toàn bộ nội dung trao đổi qua điện thoại của một phóng viên thể thao, người cũng được cho là giữ vai trò "môi giới" giúp một số trùm cá độ trong nước, với nhóm của Văn Quyến, Hải Lâm... Ngày 2 tháng 12 năm 2005, trước trận bán kết gặp Malaysia, người phụ trách an ninh của đoàn thể thao Việt Nam đã gọi Văn Quyến, Hải Lâm, Văn Trương và Bật Hiếu lên để cảnh báo; và sau khi về nước, có thông tin cho rằng những cầu thủ trên đã ở lại Thành phố Hồ Chí Minh để tiếp xúc với một số trùm cá độ tại đây, được cho là nhằm "giải quyết công việc". Sau khi báo chí Việt Nam đăng tải những tin tức đầu tiên từ vụ bán độ đến từ lá đơn tố cáo của một số thành viên đội tuyển U-23 gửi cơ quan điều tra, chiều ngày 12 tháng 12, Cục trưởng Cục Cảnh sát điều tra tội phạm về trật tự xã hội Phạm Xuân Quắc đã ký quyết định triệu tập 10 người liên quan, trong đó có tên Văn Quyến, Hải Lâm, Văn Trương và Bật Hiếu, bốn cầu thủ được cho là có nhiều biểu hiện nghi vấn nhất. Những cầu thủ này khi được hỏi về tin tức nghi vấn bán độ đã tỏ thái độ bất ngờ hoặc bình thản, có cầu thủ còn không liên lạc được.
Ngày 15 tháng 12, Văn Quyến có 4 giờ làm việc cùng cơ quan điều tra, thu hút sự chú ý từ người hâm mộ và báo chí Việt. Hải Lâm cũng xuất hiện cùng ngày nhưng chỉ viết bản tường trình rồi ra về ngay. Tới ngày 16 tháng 12, Văn Quyến khai đã nhận phong bì tiền từ hai phụ nữ lạ mặt trên đường ra sân bay Tân Sơn Nhất, Thành phố Hồ Chí Minh. Cùng ngày, Văn Trương là người thứ ba trong bốn cầu thủ bị cơ quan điều tra triệu tập. Văn Trương sau đó khai nhận toàn bộ mọi việc, và viết một tờ giấy gửi Văn Quyến nói rằng mình đã khai hết sự việc, rồi đề nghị Văn Quyến khai, và ký tên bên dưới. Theo tường trình của Văn Trương thì Văn Quyến là người chủ động gọi điện, phối hợp với đầu mối cá độ của mình ở Nghệ An để tiến hành mọi việc. Lời khai của Văn Trương được cho là phù hợp với lời tường trình trước đó của Hải Lâm là anh bị Văn Quyến đề nghị làm độ.
Trong ngày 20 tháng 12, cơ quan điều tra tiếp tục gọi hỏi các cầu thủ của đội tuyển U-23 như Văn Quyến và Quốc Anh. Cũng trong ngày, Cơ quan Cảnh sát điều tra của Bộ Công an Việt Nam đã khởi tố vụ án "đánh bạc và tổ chức đánh bạc", thực hiện lệnh bắt khẩn cấp đối với hai cầu thủ Phạm Văn Quyến và Lê Quốc Vượng về cùng tội danh trên. Thông qua các biện pháp nghiệp vụ điều tra, cơ quan chức năng Việt Nam cho rằng Quốc Vượng mới là chủ mưu của vụ án. Với Văn Quyến, khi nhận được tờ giấy với nét viết của Văn Trương, anh đã cúi đầu nhận tội, rồi viết bản tường trình nêu rõ trình tự của sự việc từ lúc bắt đầu cho đến khi nhận "hợp đồng" và tiến hành rủ rê đồng đội tham gia. Những gì mà Văn Quyến thú nhận được cho là đã khiến nhiều chiến sĩ an ninh bất ngờ, dù họ đã trải qua các vụ việc tiêu cực lớn hơn. Với Quốc Vượng, ngày 21 tháng 12 năm 2005, cơ quan chức năng Việt Nam khám xét nhà riêng của cầu thủ này ở Vinh, Nghệ An. Công an tìm thấy trong nhà Quốc Vượng 5 triệu tiền mặt, 300 USD và hai cuốn sổ tiết kiệm trị giá 40 triệu đồng; đồng thời khi kiểm tra tại câu lạc bộ Sông Lam Nghệ An phát hiện 20 triệu đồng trong tủ quần áo của Văn Quyến. Tại cơ quan điều tra sau khi bị tạm giam, Văn Quyến nói "Em đã lỡ bước vào chuyện dàn xếp tỷ số... Em rất hối hận", còn Quốc Vượng phân trần "Em nghĩ đội mình kiểu gì cũng thắng, nhưng thắng làm sao chỉ cách biệt một bàn...".
Ngày 28 tháng 12, cơ quan điều tra Việt Nam quyết định ra lệnh bắt Quốc Anh và Bật Hiếu; việc Quốc Anh dính líu tới việc bán độ đã gây sốc cho giới báo chí và người hâm mộ, khi trước đó anh được nhận xét là đã thi đấu hết mình và xuất sắc tại SEA Games 23. Ở giải đấu tại Philippines, Quốc Anh đã hai lần đứng trước cầu môn (trong đó có một lần ở trận gặp Myanmar) ở những vị trí thuận lợi, nhưng sút và đánh đầu chệch mục tiêu. Ngày 6 tháng 1 năm 2006, Văn Trương, Hải Lâm và Phước Vĩnh cũng đã bị khởi tố và bị áp dụng lệnh cấm đi khỏi nơi cư trú. Hai tháng sau, Trương Tấn Hải cũng đã bị bắt tạm giam về hành vi tổ chức đánh bạc. Riêng Lý Quốc Kỳ đã bỏ trốn khỏi nơi cư trú sau khi bị khởi tố vào ngày 28 tháng 8 năm 2006.
Trong thời gian kể trên, Thủ tướng Chính phủ Việt Nam Phan Văn Khải cũng đã có những chỉ đạo khẩn trương điều tra, làm rõ biểu hiện tiêu cực của các cầu thủ Việt Nam tại SEA Games 23. Liên đoàn bóng đá Việt Nam cũng đã bị yêu cầu kiểm điểm sau vụ việc này. Tháng 6 năm 2006, theo yêu cầu của cơ quan điều tra, Ủy ban Thể dục thể thao Việt Nam đã tiến hành mổ băng ghi hình trận đấu giữa Việt Nam và Myanmar, từ đó kết luận các biểu hiện tiêu cực của một số cầu thủ liên quan đến hành vi bán độ.

### Xét xử và án phạt
Vụ việc được Tòa án nhân dân Thành phố Hồ Chí Minh đưa ra xét xử sơ thẩm vào ngày 25 tháng 1 năm 2007 và phúc thẩm ngày 20 tháng 4 năm 2007. Kết thúc phiên tòa, chỉ có Lê Quốc Vượng và Trương Tấn Hải phải chịu án tù, các cầu thủ khác chỉ bị án treo do có các tình tiết giảm nhẹ. Chủ mưu Lê Quốc Vượng bị phạt 6 năm tù (sau đó đã làm đơn phúc thẩm để giảm xuống còn 4 năm) vì tội tổ chức đánh bạc, Trương Tấn Hải bị phạt 3 năm tù về cùng tội danh. Phạm Văn Quyến, Lê Văn Trương, Trần Hải Lâm, Châu Lê Phước Vĩnh nhận án 2 năm tù treo và 2 năm thử thách cho mỗi cầu thủ về tội tổ chức đánh bạc. Lê Bật Hiếu, Huỳnh Quốc Anh mỗi người 2 năm 6 tháng tù treo và 3 năm thử thách vì tội tổ chức đánh bạc. Đồng thời, bốn cầu thủ cũng bị buộc phải nộp lại toàn bộ số tiền 490 triệu đồng có được từ việc dàn xếp tỷ số, và nhận mức phạt 5 triệu đồng cho mỗi người. Về phía Lý Quốc Kỳ, sau khi quyết định ra đầu thú vào ngày 11 tháng 7 năm 2008, Kỳ đã bị Tòa án nhân dân Thành phố Hồ Chí Minh tuyên án tổng cộng 4 năm 6 tháng tù cho hai tội danh đánh bạc và tổ chức đánh bạc, và bị phạt bổ sung 10 triệu đồng. Ngoài ra, mặc dù được miễn truy cứu trách nhiệm hình sự, song các ông Lê Thụy Hải và Trần Hùng Cường cũng bị đề nghị xem xét kỷ luật nghề nghiệp.
Phiên tòa xét xử vụ tiêu cực của các cầu thủ U-23 Việt Nam đã thu hút nhiều sự chú ý từ truyền thông trong nước và nhiều hãng truyền thông quốc tế. Liên đoàn bóng đá châu Á đã bày tỏ sự hoan nghênh đối với phiên tòa cũng như những án phạt cho các cầu thủ, qua đó "nhổ tận gốc" những mầm mống sai phạm và góp phần giúp Việt Nam trong sạch hóa nền bóng đá.
Không lâu sau phán quyết của Tòa án, Liên đoàn bóng đá Việt Nam đã đưa ra án treo giò cho các cầu thủ tham gia vụ đánh bạc. Các cầu thủ Văn Quyến, Văn Trương phải nhận án treo giò 4 năm; trong khi Quốc Anh, Phước Vĩnh, Hải Lâm và Bật Hiếu do vi phạm lần đầu nên bị cấm thi đấu 3 năm. Riêng Quốc Vượng bị treo giò 5 năm và phải nộp phạt 10 triệu đồng. Cả bảy cầu thủ này đều đã bị FIFA cấm hành nghề trên toàn cầu trong thời gian thụ án kỷ luật của VFF.

## Hệ quả và tác động
Nhờ chiến thắng trước U-23 Myanmar, đội tuyển U-23 Việt Nam đã sớm giành vé vào bán kết, và tiếp tục giữ vững ngôi đầu bảng mặc dù để thua U-23 Indonesia ở lượt trận sau đó. Toàn đội đã vượt qua U-23 Malaysia trước khi lọt vào trận chung kết và gặp lại đối thủ cũ U-23 Thái Lan, nhưng cũng như giải đấu trên sân nhà hai năm trước đó, U-23 Việt Nam đã không thể giành chiến thắng và phải chấp nhận với tấm huy chương bạc. Trận đấu và vụ việc đã để lại một vết nhơ lớn đối với bóng đá Việt Nam, nhất là vấn nạn cá độ bóng đá và dàn xếp tỷ số; và sau này đã được truyền thông trong nước gọi bằng cái tên "Đại án Bacolod" hay "Nỗi hổ thẹn ở Bacolod". Huấn luyện viên trưởng Alfred Riedl từng thổ lộ sau khi biết Văn Quyến và Quốc Vượng bị bắt giam: "Nếu Quốc Anh mà cũng bán độ thì tôi chẳng còn biết tin cầu thủ nào". Chương trình Gặp nhau cuối năm xuân Bính Tuất (2006) đã lồng ghép chi tiết vụ bán độ này trong phân đoạn của nhân vật "Táo Thể thao". Thậm chí, thành tích mà đoàn thể thao Việt Nam giành được tại SEA Games 23 này cũng đã bị những ảnh hưởng tiêu cực từ vụ bán độ này làm che mờ. Lê Công Vinh trong cuốn tự truyện Phút 89 của mình vào năm 2018 cũng đã dành hẳn một chương mang tên "Nỗi đau Bacolod" để nói về vụ việc.
Vào dịp Quốc khánh Việt Nam 2008, Quốc Vượng đã được đặc xá và ra tù trước thời hạn. Cũng trong năm 2008, Liên đoàn bóng đá Việt Nam cũng đã gỡ cấm thi đấu trong nước cho Quốc Anh, Phước Vĩnh, Bật Hiếu, Hải Lâm; và đến năm 2009, ba cầu thủ còn lại Văn Quyến, Quốc Vượng, Văn Trương cũng đã được VFF xóa án. Quốc Anh, Phước Vĩnh, Bật Hiếu và Hải Lâm đã được FIFA gỡ bỏ lệnh cấm thi đấu quốc tế vào năm 2009, và sau đó Văn Quyến và Văn Trương cũng đã được FIFA xóa án vào tháng 9 năm 2010.
Sau khi mãn hạn tù và án treo giò của Liên đoàn bóng đá Việt Nam, các cầu thủ đều đã trở lại thi đấu. Một số cầu thủ đã đạt được những thành công tương đối, mà nổi bật nhất là Huỳnh Quốc Anh, người vừa trở lại trong màu áo SHB Đà Nẵng và cùng đội bóng sông Hàn giành chức vô địch quốc gia mùa giải 2009 sau gần hai thập niên. Năm 2012, Quốc Anh vô địch V.League lần thứ hai cùng với Đà Nẵng, đồng thời giành được danh hiệu Quả bóng vàng Việt Nam nhờ kết quả và những nỗ lực cống hiến của tiền vệ này trong mùa giải năm đó. Đối với Phạm Văn Quyến, anh trở lại ở V-League 2009 trong màu áo Sông Lam Nghệ An và thi đấu khá tốt, được gọi trở lại đội tuyển quốc gia vào nâm 2010. Cuối năm 2012, Văn Quyến chuyển sang khoác áo Xi măng The Vissai Ninh Bình và đã ghi được 3 bàn thắng ở Cúp Quốc gia để giúp Ninh Bình vô địch giải đấu, cũng như góp phần vào chiến tích lọt vào vòng tứ kết AFC Cup của đội năm 2014. Anh giải nghệ sau khi câu lạc bộ Ninh Bình giải thể, mà có nguyên nhân từ một vụ bán độ khác. Châu Lê Phước Vĩnh và Trần Hải Lâm sau khi trở lại đều đóng góp vào hai chức vô địch V.League của SHB Đà Nẵng và được gọi trở lại đội tuyển quốc gia. Tuy nhiên, cũng có trường hợp cầu thủ đã không thể lấy lại phong độ cao sau án treo giò, chẳng hạn như Quốc Vượng – thậm chí có thời điểm phải hành nghề bốc vác để mưu sinh.